# Абатство Шамбаран
Абатство Шамбаран (на френски: Abbaye de Chambarand, официално наименование Abbaye Notre-Dame de Chambarand) е трапистко абатство в близост до Руабон, регион Рона-Алпи, департамент Изер, Югоизточна Франция.

## История
Абатството е основано през 23 юли 1868 г. от монаси-траписти от абатство Мериня, основано през 1862 г. от монаси от абатство Сет Фон. Монашеското братство нараства до 40 монаси, изграждат се три манастирски сгради, хан за поклонници и стопанска ферма. На 22 октомври 1872 г. манастира е тържествено осветен под името Notre-Dame Immaculée. Шамбаран става абатство през септември 1877 г. На 9 септември 1878 г. е осветена абатската църква.
През 1903 г. във Франция се приемат антиклерикални закони, и в резултат на това абатството е затворено. Монашеския живот е възстановен на 9 април 1931 г. от 22 монахини от траписткия орден, които пристигат от Бразилия. На 15 юни 1932 г. към тях се присъединяват още 25 монахини от Белгия и така се формират основите на новата общност.
Днес абатството е действащ женски католически манастир, член на Ордена на цистерцианците на строгото спазване (Ordo Cisterciensis Strictioris Observantiae), като в него живеят около 35 сестри-монахини. Те подпомагат издръжката на абатството с производство и продажба на сирене и различни религиозни предмети.

## Трапистка бираШамбаран
Монасите от абатството започват производство на бира през 1872 г. Първоначално се прави бира с висока ферментация при температури 15 ° – 20 °, което създава проблеми за съхранението и, и през 1890 г. се преминава към производство чрез метода на ниска ферментация, с помощта на баварски майстори-пивовари, наети през 1885 г.
При затварянето на манастира през 1903 г., отците прехвърлят пиваварното производство на местен пивовар от Руабон. Пивоварната запазва името си – Brasserie de la Trappe de Chambarand, но производството и е спряно през 1922 г. поради финансови затруднения.

## Трапистко сирене Шамбаран
След възстановяване на абатството през 1931 г. монахините не възстановяват пивоварството, а започват да произвеждат сирене. То се прави от сурово краве мляко, на цилиндрични пити с диаметър 19 см. и тегло около 1,6 кг, със съдържание на мазнини – 45+ %. Сиренето зрее за срок от около 1 месец в избите на абатството и се продава в манастирския магазин.